# Van Bibber Lake
Van Bibber Lake – jednostka osadnicza w Stanach Zjednoczonych, w stanie Indiana, w hrabstwie Putnam.